# Jason Tunks
Jason Tunks, född 7 maj 1975, är en friidrottare från Kanada. Han deltog vid olympiska sommarspelen 1996, olympiska sommarspelen 2000 och olympiska sommarspelen 2004.